# Orda Nogai

Territorio dell'Orda Nogay alla fine del XV secolo.

L'Orda Nogay fu l'orda tatara che controllava il territorio a settentrione delle montagne caucasiche dopo l'invasione mongola. L'etnia Nogay, ancor oggi presente nel Caucaso, si sviluppò infatti dalla mescolanza tra la popolazione turca dei Kipchaki e i Mongoli che la sottomisero.
Il loro Khanato, così chiamato in onore di Nogay Khan e fondato da Edigu (1352-1419), comprendeva un territorio compreso tra il Volga e il fiume Irtyš e tra il Mar Caspio e il Mare d'Aral. La loro capitale era la città di Saraycik, sita alla foce del fiume Yaik il quale, confine orientale del loro territorio, li separava dai Chirgisi e dai Kazachi.
L'elemento etnico predominante nel Canato era composto dai Kipchaki, così come nei Khanati di Crimea, Astrachan' e Siberia. Tra queste tribù quella dei Mangiti, probabilmente una tribù mongola che aveva assunto costumi e modi di vita turchi, aveva uno status privilegiato.
Dopo la sottomissione dei Canati di Kazan' e Astrachan' al Regno russo (1552-1557) ad opera di Ivan il Terribile, il Canato di Nogay fu suddiviso in entità politiche distinte. Quelle a nord del Caucaso furono chiamate "Küçük Orda" (Piccola Orda), e quelle nelle vicinanze del Lago Emba furono chiamate "Altiul Ordası". Quelle infine che rimasero sotto il controllo del Khan Ismail furono unite nel nome collettivo di "Grande Orda Nogay", e diventarono uno stato vassallo di Mosca (1555-1557).
Più tardi, i Nogay furono costretti a migrare in massa nel Dagestan. Nel XVII secolo infatti i Calmucchi furono costretti a stabilirsi nei territori un tempo possesso dell'Orda, territori che hanno oggi il nome di Calmucchia.